# Indonesiens damlandslag i volleyboll
Indonesiens damlandslag i volleyboll  representerar Indonesien i volleyboll på damsidan. Laget organiseras av Persatuan Bola Voli Seluruh Indonesia, det indonesiska volleybollförbundet. Landslaget har deltagit i VM en gång, 1982. Vid asiatiska mästerskapen har de som bäst blivit femma, vilket de blev 1979. Dess bästa placering vid asiatiska spelen är en tredjeplats vid asiatiska spelen 1962.

### Fotnoter
1. 1 2 3 4 5 6 7 8 9 10  ”Asian senior women volleyball championship” (på engelska). Asian Volleyball Confederation. https://asianvolleyball.net/new/asian-senoir-women-volleyball-championship/. Läst 11 februari 2023.
2. ↑  ”Volleyball results, XXI SEA Games, 2001” (på engelska). 24 november 2001. https://web.archive.org/web/20011124222317/http://sadec.com/Sea2001/res_vb.html. Läst 28 maj 2023.
3. ↑  ”2005seagames.com.ph” (på engelska). http://results.2005seagames.com.ph/indoorvolleyball/results.asp. Läst 28 maj 2023.
4. ↑  ”Southeast Asian Games 2007 » classification :” (på engelska). https://women.volleybox.net/women-southeast-asian-games-2007-o4590. Läst 28 maj 2023.
5. ↑  ”Southeast Asian Games 2009 » classification :” (på engelska). https://women.volleybox.net/women-southeast-asian-games-2009-o4589/classification. Läst 28 maj 2023.
6. ↑  ”ASIAN SENIOR WOMEN VOLLEYBALL CHAMPIONSHIP” (på engelska). Asian Volleyball Confederation. https://asianvolleyball.net/new/asian-senoir-women-volleyball-championship/. Läst 23 oktober 2022.
7. ↑  ”Bulletin NO. 10 21 May 2022” (på engelska). Asian Volleyball Confederation. https://asianvolleyball.net/new/wp-content/uploads/2022/05/SEAGAMES_BulletinNO10.pdf. Läst 29 februari 2024.
8. ↑  ”iGames - Cambodia 2023” (på engelska). Sydostasiatiska spelen 2023. https://games.cambodia2023.com/#gameresult. Läst 28 maj 2023.
9. ↑  Preechachan (15 maj 2023). ”EMBATTLED THAILAND PUT IT PAST DETERMINED VIETNAM IN THRILLING SHOWDOWN TO RETAIN THEIR SEA GAMES TITLE” (på engelska). Asian Volleyball Confederation. https://asianvolleyball.net/new/embattled-thailand-put-it-past-determined-vietnam-in-thrilling-showdown-to-retain-their-sea-games-title/. Läst 28 februari 2024.
10. ↑  Preechachan (26 juni 2023). ”VIETNAM CROWNED WINNERS OF AVC CHALLENGE CUP” (på engelska). https://asianvolleyball.net/new/vietnam-crowned-winners-of-avc-challenge-cup/. Läst 8 juli 2023.
11. ↑  ”Volleyball Teams Final Ranking” (på engelska). Asian Volleyball Confederation. https://asianvolleyball.net/new/wp-content/uploads/2024/05/WCC2024_Bulletin_No_08.pdf. Läst 22 juni 2024.
12. ↑  Senaste tillfället då någon kontrollerade att de inmatade tabelluppgifterna stämmer. Uppgifter kan ha matats in senare utan att kontrolleras av någon annan